# Vladimír Šlechta
Vladimír Šlechta (* 5. srpna 1960, Liberec) je český spisovatel žánru science-fiction a fantasy.

## Život
Narodil se roku 1960 v Liberci, ale většinu života prožil na jihu Čech v Českých Budějovicích. Roku 1984 absolvoval Stavební fakultu ČVUT, obor vodní stavby, a poté byl zaměstnán v projekčních odděleních různých vodohospodářských institucí a také tři roky jako úředník u hasičů. Od poloviny roku 1999 samostatně podniká v oboru projektování vodohospodářských zařízení. Nějaký čas také externě vyučoval na stavební průmyslové škole.
Debutoval v roce 1993 v časopise Ikarie krátkou povídkou Legendární zbraň. V roce 1999 vyšly první jeho dva romány: Projekt Bersekr a Ostří ozvěny. Do roku 2007 se jeho knih prodalo celkem kolem 15 tisíc kusů, je tak jedním z nejprodávanějších českých autorů fantasy a sci-fi. Je dvojnásobným držitelem ceny Akademie science fiction, fantasy a hororu v kategorii nejlepší publikovaná povídka. V současnosti je (kromě zhruba čtyřiceti povídek vydaných časopisecky nebo v různých antologiích) autorem zatím devíti knih, ve kterých dovedně kombinuje prvky dobrodružné science-fiction a fantasy. Tři z nich patří do cyklu, odehrávajícím se v postkatastrofickém prostředí Evropy (Projekt Berserkr, Ostří ozvěny a Kyborgovo jméno), další spadají do fantasy cyklu Krvavé pohraničí (Krvavé pohraničí, Šílený les, Nejlepší den, Likario, Orcigard, Zahrada sirén, Ploty z kostí, Válečná lest a Hořící přízraky).
Je ženatý a má dva syny - Jana a Pavla.

## Dílo

### Postkatastrofický cyklus
Tento cyklus povídek a románů se odehrává v Evropě po druhé energetické válce vyvolané nedostatkem fosilních paliv, kdy se svět po vyčerpání téměř všech zdrojů energie vrátil do středověku a kde na troskách atlantické civilizace prosazuje své zákony germánské Císařství.
- Legendární zbraň (Ikarie, 1993, č. 12), povídka, 1. přepracovaná verze součást antologie Čas psanců, Triton 2004, 2. přepracovaná verze součást sbírky povídek Střepy Apokalypsy
- Umírání podle Andrewa F. (Ikarie, 1994, č.9 ), povídka,
- Artefakt (Ikarie, 1996, č. 3), povídka, nyní v přepracované verzi součást sbírky povídek Střepy Apokalypsy pod názvem Saliny,
- Přízrak (antologie Mlok 1994), 4. místo Cena Karla Čapka 1994, kategorie dlouhá povídka, nyní v přepracované verzi součást románu Kyborgovo jméno,
- Chlapci od Běžícího ohně (Ikarie, 1995, č. 5), povídka, nyní v přepracované verzi součást sbírky povídek Střepy Apokalypsy,
- Nájezdníci (Ikarie, 1996, č.11 ), povídka,
- Ducholoď (Ikarie, 1998, č. 1), povídka, nyní v přepracované verzi součást sbírky povídek Střepy Apokalypsy pod názvem Faerie
- Dóm (Ikarie, 1998, č.9), povídka, Cena Ikaros 1998,
- Rituál (antologie Rigor Mortis, 1998), povídka,
- Conquista (antologie Mlok 1999) – 1. místo a cena Mlok Cena Karla Čapka 1999, kategorie dlouhá povídka,
- Projekt Bersekr, Klub Julese Vernea, Praha 1999, román,
- Ostří ozvěny, Golem Ríša, Praha 1999, román,
- Marťanský bůh (Ikarie, 2000, č. 1), povídka, 2. místo Cena Ikaros 1999,
- Emma číslo minus jedna (antologie Ježíšku, já chci plamenomet, 2000), pod pseudonymem Volodja Bart, povídka o futuristické bojovnici Emmě Richter,
- Replay (antologie Ježíšku, já chci plamenomet, 2000), pod pseudonymem Volodja Bart, druhá povídka o Emmě Richter,
- Kyborgovo jméno, Straky na vrbě, Praha 2003, román,
- Střepy Apokalypsy, Brokilon, Praha 2010, sbírka povídek, obsahuje povídky, Muž od řeky Laramise, Dóm, Legendární zbraň, Chlapci od Běžícího ohně, Faerie a Saliny.
- Keltská brána, Brokilon, Praha 2012.
- Emma z umírajícího města, Brokilon, Praha 2013, román o Emmě Richter.
- Lovci přízraků, Brokilon, Praha 2015, detektivní román z postapokalyptického světa.
- Já, Gowery, Brokilon, Praha 2017, sbírka povídek, obsahuje povídky: Zákon smečky, Rýnský cedník, Kočičí dvířka
- Tajná historie Bornnu, Brokilon, Praha 2018, první díl série Poslední velkoměsto.
- Kletba, Brokilon, Praha 2019, druhý díl série Poslední velkoměsto.
- Padající Archanděl, Brokilon, Praha 2020, třetí díl série Poslední velkoměsto.
- Ostrov, Brokilon, Praha 2022, čtvrtý díl série Poslední velkoměsto.

### Krvavé pohraničí
Jde o cyklus fantasy příběhů odehrávajících se v hraničním území mezi teritorii lidí, elfů a skřetů, o které se vede neustálý boj.
- Znamení kruhu (Dech Draka, 1995, č. 6), povídka, nyní v přepracované verzi součást románu Orcigard
- Trojí krev (Ikarie, 1998, č. 5), povídka, nyní součást románu Zahrady sirén
- Dětská dýka (antologie Drakobijci I., 1999), povídka, 1. místo v soutěži O železnou rukavici lorda Trollslayera, nyní součást povídkové sbírky Hraničář
- Válečná lest (antologie Drakobijci 2., 2000), povídka, nyní součást povídkové sbírky Válečná lest
- Ex-orkista (Ikarie, 2000, č. 9), povídka, nyní součást povídkové sbírky Válečná lest
- Krvavé pohraničí, Klub Julese Vernea, ISBN 80-85892-49-9, Praha 2000, původně se měl jmenovat Voskový obelisk, ale nakladatel její název změnil. Znovu vydáno 2007 ve Strakách na vrbě, ISBN 978-80-86428-78-9, opět vydáno v roce 2016 u Brokilonu, ISBN 978-80-7456-320-1
- Šílený les, Straky na vrbě, ISBN 80-86428-04-4, Praha 2000, román. Znovu vydáno 2008, ISBN 978-80-86428-86-4
- Zvykové právo (antologie Drakobijci 3., 2001), nyní součást povídkové sbírky Hraničář
- Stará válka (antologie Drakobijci 4., 2002), nyní zapracovaná v novele Nevinná oběť ve sbírce Hraničář
- Orcigard, Straky na vrbě, ISBN 80-86428-23-0, Praha 2000, román
- Let hvězdy (Pevnost, 2003, č. 3), přepracováno jako součást Plotů z kostí
- Zimní zakázka (antologie Drakobijci 5., 2003)
- Děti lesa (Pevnost, 2005, č. 12), nyní součást povídkové sbírky Válečná lest
- Zbraň mého mrtvého přítele (antologie Drakobijci 7, 2005), nyní součást povídkové sbírky Válečná lest
- Gordonova země 0: Nejlepší den Straky na vrbě, ISBN 80-86428-56-7, Praha 2005, povídková kniha, která je vlastně prologem k trilogii Gordonova země, obsahuje povídky Zima: Největší záhada Orcigardu, Frank Ormond: Thonnierika, Jaro: Zkáza Thonnieriky, Frank Ormond: O magii, Čolkova výchova - lekce z logiky, Léto: Prastarý nepřítel, Nejlepší den pro umírání, Frank Ormond: Pohraniční země, Podzim: Stříbrný roh.
- Šťastná náhoda (antologie Legendy české fantasy, 2006), nově součást povídkové sbírky Hraničář
- Snadná záležitost (antologie Drakobijci 8, 2006), přepracováno do prvních čtyř kapitol Likaria
- Gordonova země 1: Zahrada sirén, Straky na vrbě, ISBN 80-86428-64-8, Praha 2006, román. Znovu vydáno 2013 v Brokilonu, ISBN 978-80-7456-154-2
- Gordonova země 2: Ploty z kostí, Straky na vrbě, ISBN 978-80-86428-73-4, Praha 2007, román, znovu vydáno v roce 2015, Brokilon, ISBN 978-80-7456-276-1
- Zahrada sirén, Straky na vrbě, ISBN 80-86428-64-8, Praha 2006, román
- Válečná lest, Brokilon, ISBN 978-80-86309-23-1 Praha 2009, sbírka povídek, obsahuje povídky Válečná lest, Dobré roky (mezitext), Zbraň mého mrtvého přítele, Konec starých časů (mezitext), Začarovaný les, Příchod bouře (mezitext), Děti lesa, Objevení Šťastné Náhody (mezitext, shrnutí povídky Šťastná náhoda), Spící obr, Po stupních civilizace (mezitext), Ex-orkista.
- Gordonova země 3: Hořící přízraky, Brokilon, ISBN 978-80-86309-29-3, Praha 2009, závěrečný román cyklu
- Likarijská trilogie 1: Nejlepší den pro umírání, Brokilon, ISBN 978-80-86309-35-4, Praha 2010, nové vydání Nejlepšího dne rozšířené o povídku Zimní zakázka
- Likarijská trilogie 2: Likario, Brokilon, ISBN 978-80-7456-001-9, Praha 2011, rozšířená verze povídky Snadná záležitost
- Pár kapek krve, Triton, ISBN 978-80-7387-475-9, Praha 2011, dvacátá šestá část série Agent JFK, která se ve vnitřní chronologii Pohraničí odehrává mnohem dřív než ostatní příběhy, a to několik desítek let před Nejlepším dnem pro umírání.
- Likarijská trilogie 3: Orcigard, Brokilon, ISBN 978-80-7456-129-0, Praha 2012, nové vydání Orcigardu rozšířené o povídku Krysí zub
- Kukaččí mláďata, Brokilon, ISBN 978-80-7456-312-6, Praha 2016, volně navazuje na trilogii Gordonova země, odehrává se zhruba osm až devět let po Hořících přízracích
- Zima v Thonnierice, Brokilon, ISBN 978-80-7456-422-2, Praha 2018, pokračování knihy Kukaččí mláďata.
- Hraničář, Brokilon, ISBN 978-80-7456-514-4, Praha 2021, sbírka povídek, obsahuje povídky Dětská dýka, Zvykové právo, Nevinná oběť a Šťastná náhoda.

### Havran
Jde o cyklus, sestávající zatím ze čtyř povídek, který se odehrává v blízké budoucnosti v Čechách, které jsou zdevastované etnickou válkou, kdy se přistěhovalci vzbouřili proti majoritní společnosti. Původně autor psal Havrana jako samostatný příběh, později ho včlenil do Oggerdovského světa jako jakýsi prequel.
- Boží kopírka (Ikarie, 2001, č. 7),
- Katedrála (antologie 2101: Česká odysea, 2002),
- Cesta přes Orilien (antologie 10x Anděl posledního soudu, 2003),
- Krev anděla (antologie Imperium Bohemorum, 2007).

Povídky byly později upraveny a propojeny v jedinou knihu:
- Rok Havrana (Brokilon, 2015)

### série JFK
- Pár kapek krve (série Agent JFK, díl č. 26, Triton, E.F., 2011) – toto dílo však spadá zároveň do série Krvavého Pohraničí, jelikož většina jeho děje se odehrává v samotném Pohraničí, i když hlavní hrdina pochází z Čech. O událostech knihy se zmiňují texty z Krvavého pohraničí Nevinná oběť a Šťastná náhoda.

### Mimo cykly
- Chráněná cesta (antologie Mlok 1994), novela, 2. místo Cena Karla Čapka 1994, kategorie novela/román,
- Bertův Klajm (Nemesis, 1996, č. 2), povídka,
- Zahrada duchů (Dech Draka, 1996, č. 5 a 6), povídka,
- Příběh o černé smrti (Dech Draka, 1997, č. 4), povídka,
- Něco o strašidlech (Zbraně Avalonu, 1998, č.20), povídka,
- Operace Svaté kopí (Ikarie, 1999, č. 10), povídka,
- Marxova konstanta (antologie Je dobré být mrtvý, 2000), povídka,
- Prokletá dýka, povídka z "povídkového" románu Město přízraků, Straky na vrbě, Praha 2009, na kterém se podílelo šest autorů (mezi nimi například Martin D. Antonín).
- Tajemství Morie, Brokilon, Praha 2015, román ze Středozemě odehrávající se sto dva let po Válce o Prsten.

### Asterion
Jedná se o sérii, která obsahuje díla, na jejichž psaní se podílelo více autorů.